# Tornado Alley (kniha)
Tornado Alley je sbírka povídek amerického spisovatele Williama Sewarda Burroughse. Vydána byla v roce 1989 nakladatelstvím Cherry Valley Editions. Věnována byla gangsterovi Johnu Dillingerovi. Texty „Thanksgiving Day, Nov. 28, 1986“ a „Where He Was Going“ Burroughs načetl pro hudební album Dead City Radio (1990). K prvnímu z nich byl Gusem Van Santem natočen videoklip, ve kterém Burroughs báseň čte. V češtině kniha nevyšla.

## Obsah
- Thanksgiving Day, Nov. 28, 1986 (báseň)
- Jerry and the Stockbroker
- To Talk for Joe the Dead
- Dead-End Reeking Street
- The FUs
- Book of Shadows
- Where He Was Going